# Sistiana
Sistiana (slovenski: Sesljan, njemački: Seestein),  je gradić na obali Jadranskog mora dio talijanske općine Duino-Aurisina u pokrajini Furlanija-Julijska krajina u Sjevernoj Italiji.
Sistiana ima 2.598 stanovnika nalazi se između Duina i Trsta.

## Povijest
Ime naselja Sistiana izvedeno je iz latinskog imena Sextilianum, koje je vjerojatno bilo prvo rimsko naselje na tršćanskom području. Pored Sistiane je otkopana Rimska vila, dio latifundija koji je bio u funkciji do 2. stoljeća.
U 16. stoljeću Sistiana je bila mjesto gdje su se vodile borbe između Duinskih grofova i grada Trsta.
Od kraja 19. stoljeća je Sistiana (uz obližnji Grado i Opatiju) bila jedno od najpopularnijih ljetovališta u Austro-Ugarskoj, tad su izgrađeni veliki hoteli Strandhotel i Parkhotel. Sistiana je i danas poznato ljetovalište, u koje uglavnom dolaze Austrijanci i Nijemci.
Između Sistiane i Duina vodi  Rilkejeva šetnica restauirana 1987. koja vodi po hridinama iznad mora, s koje se pruža lijepi pogled na Tršćanski zaljev koji je bio nadahnuće pjesniku Rilkeu za njegove stihove iz Devinskih elegija.
Šetnica je dio parka prirode Falesie di Duino (slovenski: Deželni naravni rezervat Devinskih sten) koji se proteže od Trsta do Gorizie na površini od 107 hektara, od toga 63 ha uz more.

## Galerija slika iz Sistiane
- Pogled na zaljev i luku Sistiana
- Pogled s Rilkeove šetnice
- Pogled s Rilkeove šetnice
- Lučica u Sistiani

## Vanjske poveznice
- baia di sistiana
- Vodič po Duinu i Sistiani
- duino tourism  Arhivirana inačica izvorne stranice od 1. studenoga 2010. (Wayback Machine)